# Joseph von Semlin
Freiherr Johann Joseph von Semlin (auch: von Semling; * um 1730 oder 1736 in Isfahan (Persien) als Ali Mirza Khan; † 13. Februar 1824 in Wien) war der Sohn des persischen Herrschers Nadir Schah und ein Offizier in Diensten der Habsburgermonarchie.

## Leben

### Herkunft
Nadir Schah hatte im Jahr 1738 erfolgreich einen großen Kriegszug nach Indien unternommen. Indien wollte er seiner Dynastie als Sekundogenitur zuführen und seinen jüngsten Sohn Ali später als Herrscher einsetzen.
Nadir Schah hatte in Delhi triumphal Einzug gehalten und dann die Stadt der Plünderung seines Heeres überlassen. Dann bekam er Nachricht von dem Heranrücken eines großen Entsatzheeres, was ihn zwang, die Stadt schleunigst zu räumen. Er kehrte nun wieder nach Persien zurück mit dem Entschluss, die Eroberung Indiens, welche dieses Mal nicht gelungen, in einer späteren Zeit wieder aufzunehmen. Nach seiner Rückkehr nach Persien wurde der Schah von eigenen Generälen 1747 ermordet und es kam zu Rivalitätskämpfen in der Afscharidendynastie. Drei Söhne des Nadir Schah ließ sein Nachfolger blenden und daraufhin vergiften. Der jüngste Sohn, Ali, soll von vier treuen Anhängern seines getöteten Vaters zu seiner Sicherheit außer Landes und über Istanbul nach Semlin gebracht worden sein, um ihn dort großzuziehen.

### In österreichischen Diensten
Semlin war eine Stadt, die bis 1718 zum Osmanischen Reich gehört hatte, dann aber Grenzstadt der Habsburger Donaumonarchie geworden war, und so wurde der Vorgang, dass ein Flüchtling, als Sohn des vormaligen persischen Regenten ausgegeben, dorthin gebracht worden war, dem k. k. Hofkriegsrat vorgebracht. Die Protokolle und Beweisstücke wurden an die Kaiserliche Kanzlei geschickt. Nach deren Prüfung nahm sich Kaiserin Maria Theresia des verwaisten Prinzen Ali an und erteilte um 1755 die Bewilligung zum adligen Namen Johann Joseph von Semlin(g). Die Kaiserin veranlasste, dass der Prinz am 10. März 1755 in Begleitung des Grafen Chotek nach Graz gebracht wurde, wo der Prinz auch Deutschunterricht erhielt; die römisch-katholische Taufe des als Muslim erzogenen jungen Manns erfolgte ebenfalls in Graz am 25. Januar 1756. In der Wiener Militär-Akademie wurde er zum Kriegsdienst ausgebildet. Im Jahre 1757 wurde er als Fähnrich im Infanterieregiment Nr. 42 des kaiserlichen Feldmarschallleutnants Sigmund Friedrich von Gaisruck angestellt. Im Siebenjährigen Krieg hatte er bis zum Jahr 1759 Gelegenheit, sich in bedeutenden Schlachten auszuzeichnen – bei Breslau und Hochkirch – wobei er zweimal verwundet wurde, dann avancierte er zum Hauptmann.
Noch als Fähnrich war er im Siebenjährigen Krieg in preußische Gefangenschaft geraten, und da er bei seinem Regiment als persischer Prinz bekannt war, kam es auch dem preußischen König zu Ohren, dass ein persischer Prinz sein Gefangener sei. Friedrich II. lud ihn zu seiner Tafel ein, unterhielt sich lange mit ihm und sandte Semlin nach einigen Tagen zu dessen Patin Maria Theresia zurück.
Die Kaiserin verlieh 1759 dem Hauptmann im k. k. Dragoner-Regiment Erzherzog Johann den erblichen österreichischen Freiherrnstand. Was die Abstammung vom persischen Herrscher Nadir Schah betrifft, heißt es in den Akten des Wiener Adelsarchivs, dass er sich selbst dafür ausgegeben, jedoch ohne den mindesten Beleg dafür zu liefern, und es scheine daher, wie es in dem an die Kaiserin aus diesem Anlass erstatteten Vortrag heißt, „nicht rathsam und anständig, ihn durch ein ordentliches Diplom für einen persischen Prinzen zu erklären“; infolgedessen wurde in den Text seines Freiherrnstandsdiploms vom 24. März 1759 bezüglich der Abstammung nur die folgenden Worte aufgenommen: „von einem der vornehmsten und heldenmüthigsten Geschlechter des persischen Reiches“.
Seine Kriegsverletzungen nötigten Semlin eine längere Zeit zur Kur in Baden bei Wien ab. 1763 wurde er zum Platzhauptmann in Graz berufen, in welcher Stellung er fünf Jahre verblieb. Es folgte der Dienst im Tiroler Festungsort Kufstein, wo der Freiherr von Semlin als Platzhauptmann zur Kommandantschaft gehörte. Am 28. Juni 1791 wurde Semlin zum Major befördert.

#### Wappen
Das von der Kaiserin verliehene Wappen zeigt einen mit einem schwarzen Kreuz belegten und viergeteilten Schild und in jedem dieser goldenen Felder ein geflügelter, schwebender roter Drache. Auf der Mitte des schwarzen Kreuzes ruht ein silberner Herzschild, darin ein goldgekrönter, schwarzer Adler mit ausgebreiteten Flügeln und Waffen. Auf dem Hauptschild ruht ein mit der Freiherrnkrone gezierter Turnierhelm. Über der Helmkrone erscheint ebenfalls ein geflügelter roter Drache mit aufgesperrtem feuerspeienden Rachen. Hinter dem ganzen Wappenschild sind zwei kreuzweise gesetzte Fahnen, von denen die rote, rechts hervorragende die Namenschiffre des Kaisers, die schwarze zur Linken die Chiffre der Kaiserin mit goldenen Buchstaben enthält. Die Helmdecken sind rechts rot-golden, links schwarz-silbern.
Die Drachen wurden als Anspielung auf Semlins Herkunft aus Indien, das Kreuz als Zeichen des Übertrittes zum Christentum, Adler und kaiserliche Namenschiffre zur Erinnerung an den allerhöchsten Schutz verliehen.

### Letzte Jahre
Als der k. k. Major Baron Semlin sich 1792 wegen seiner im Siebenjährigen Krieg erhaltenen Wunden pensionieren ließ, erhielt er 810 Gulden jährliche Pension und siedelte sich im Markt Mödling bei Wien an, wo er öfter laut erklärte: „Wie glücklich fühle ich mich, im ruhigen Bürgerleben niedrig zu stehen und den gigantischen Schicksalen entronnen zu sein, welche einige Zeit die Aufmerksamkeit der Welt auf meine Familie gelenkt haben“.
Doch noch in fortgeschrittenen Jahren erweckte Semlin Aufmerksamkeit der Herrschenden: die kaiserlich französische Gesandtschaft hatte ihn ausgekundschaftet und trug ihm schließlich an, er möge doch seine Ansprüche und Rechte auf den persischen Thron dem französischen Kaiser Napoleon I. abtreten. Semlin winkte ab: lächelnd gab der gutmütige Greis zur Antwort, dass weder er noch seine Söhne vom Pfauenthron träumen würden. Aber sollte er tatsächlich noch irgendwelche wirklichen Ansprüche haben, so werde er sie je niemand anderem als seinem Kaiser (Franz) abtreten, der ihn auch in seinem hohen Alter mit väterlicher Huld unterstütze.
Alt geworden, war Joseph von Semlin nach Wien gezogen. Er lebte 1821 in der Jägerzeile im Hüttner’schen Haus, gepflegt von der Inhaberin, und starb schließlich in der Vorstadt Leopoldstadt in der Praterstraße, im Haus „zum grünen Thor“, am 13. Februar 1824, angeblich 100 Jahre alt, an Altersschwäche. Er wurde laut dem Sterberegister der Pfarre Sankt Nepomuk am 15.2. auf dem Sankt Marxer Friedhof in Wien beigesetzt. Semlin, der zuletzt noch an die kaiserliche Pensionskasse mit seinem persischen Prinzentitel Ali Mirza Khan quittierte, hatte verfügt, den zu seinem Begräbnis anwesenden Armen fünf Gulden zu geben. Eine weitere Summe hatte er einem Invalidenhaus vermacht.

## Familie
Seine Witwe, Rosa Freifrau von Semlin, starb in der Leopoldstadt in der Großen Pfarrgasse, neben dem Pfarrhof am 6. Oktober 1837, 62 Jahre alt, angeblich ebenfalls an Altersschwäche. Semlins Gemahlin soll eine gebürtige Türkin gewesen sein. Beide Söhne, Jahaya und Jusof, standen in kaiserlich österreichischen Diensten. Der jüngere lebte 1821 als pensionierter Fähnrich im Invalidenhaus Tyrnau.